# Alain Bieri
Alain Bieri (Bern, 13 maart 1979) is een Zwitsers voetbalscheidsrechter. Hij is in dienst van de FIFA en UEFA sinds 2011. Ook leidt hij sinds 2008 wedstrijden in de Raiffeisen Super League.
In 2011 werd Bieri opgenomen in de Zwitserse lijst van internationale arbiters. Op 9 augustus 2008 leidde hij zijn eerste wedstrijd in de Zwitserse eerste divisie. De wedstrijd tussen FC Basel en FC Vaduz eindigde in een 4–0 overwinning voor Basel. Hij gaf in dit duel drie gele kaarten. Drie jaar later, op 7 juli 2011, floot de scheidsrechter zijn eerste internationale wedstrijd. Het Kazachse Irtysj Pavlodar en het Poolse Jagiellonia Białystok troffen elkaar in de eerste kwalificatieronde voor de UEFA Europa League (2–0). In dit duel deelde Bieri twee gele kaarten uit. In mei 2012 kreeg Bieri zijn eerste A-interland aangewezen; het duel tussen Zuid-Korea en Spanje, voor het Spaans elftal een voorbereiding op het Europees kampioenschap voetbal 2012 – dat het later won – eindigde in een 1–4 nederlaag voor de Koreanen. Op 4 september 2014 was hij de scheidsrechter bij het oefenduel tussen Frankrijk en Spanje, voor beide landen de eerste interland na het wereldkampioenschap voetbal 2014.
In een oefeninterland op 16 juni 2015 tussen Polen en Griekenland (0–0) in de PGE Arena Gdańsk haakte Bieri na dertig minuten speeltijd geblesseerd af. De Poolse arbiter Marcin Borski, die was aangesteld als vierde official, verving hem. Borski gaf alleen in de 89ste minuut een gele kaart aan Kostas Stafylidis en deelde verder geen kaarten uit.

## Interlands
| Datum            | Plaats         | Wedstrijd             | Uitslag | Competitie           | Kreeg geel | Kreeg voor de tweede keer geel en dus rood | Weggestuurd |
| ---------------- | -------------- | --------------------- | ------- | -------------------- | ---------- | ------------------------------------------ | ----------- |
| 30 mei 2012      | Bern           | Zuid-Korea – Spanje   | 1 – 4   | Vriendschappelijk    | 1          | 0                                          | 0           |
| 22 maart 2013    | Serravalle     | San Marino – Engeland | 0 – 8   | Kwalificatie WK 2014 | 2          | 0                                          | 0           |
| 5 maart 2014     | Warschau       | Polen – Schotland     | 0 – 1   | Vriendschappelijk    | 4          | 0                                          | 0           |
| 4 september 2014 | Saint-Denis    | Frankrijk – Spanje    | 1 – 0   | Vriendschappelijk    | 0          | 0                                          | 0           |
| 16 juni 2015     | Gdańsk         | Polen – Griekenland   | 0 – 0   | Vriendschappelijk    | 0          | 0                                          | 0           |
| 22 maart 2017    | Ústí nad Labem | Tsjechië – Litouwen   | 3 – 0   | Vriendschappelijk    | 1          | 0                                          | 0           |
| 10 oktober 2017  | Biel/Bienne    | Zuid-Korea – Marokko  | 1 – 3   | Vriendschappelijk    | 0          | 0                                          | 0           |
| 29 mei 2018      | Zürich         | Albanië – Kosovo      | 0 – 3   | Vriendschappelijk    | 3          | 0                                          | 0           |
| 1 juni 2018      | Genève         | Tunesië – Turkije     | 2 – 2   | Vriendschappelijk    | 3          | 0                                          | 1           |

Laatste aanpassing op 28 oktober 2018